# Estação Hoche
Hoche é uma estação da linha 5 do Metrô de Paris, localizada na cidade de Pantin.

## Localização
A estação está situada em Pantin sob a avenue Jean-Lolive ao nível da rue Hoche e da rue du Pré-Saint-Gervais.

## História
A estação foi inaugurada em 12 de outubro de 1942, quando a linha foi estendida até a estação Église de Pantin.

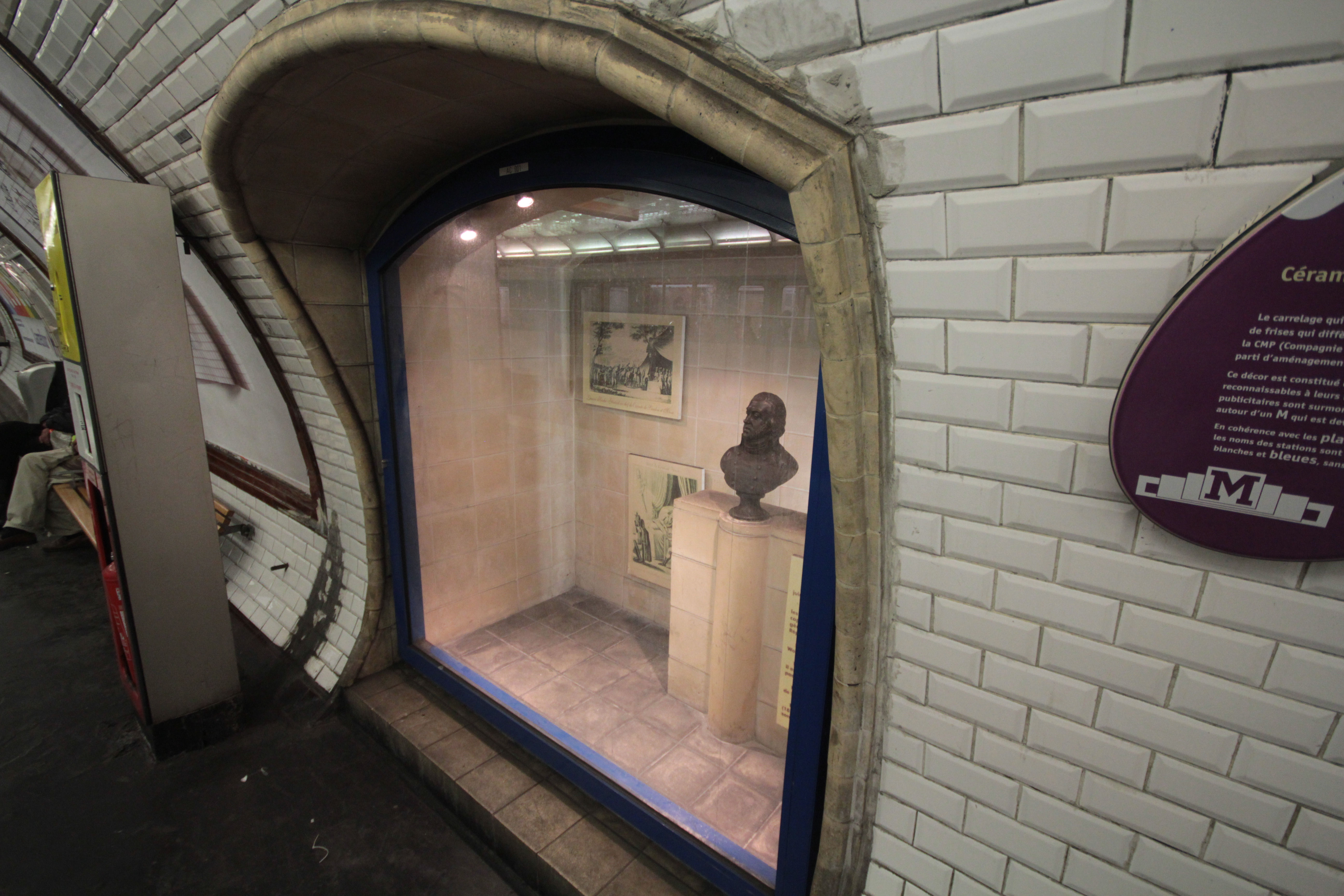
Vitrine com o busto de Lazare Hoche.

Ela está implantada sob a avenue Jean-Lolive, no cruzamento com a rue Hoche, à qual deve seu nome. Essa faz uma homenagem ao general Lazare Hoche (1768-1797) que, aos 25 anos, comandou o Exército do Mosela com o qual repeliu os Austríacos em Wœrth, libertou Landau e a Alsácia. A plataforma em direção a Bobigny apresenta em uma vitrine um busto de Lazare Hoche e imagens evocando a vida deste general da Revolução.
Em 2011, 5 217 935 passageiros entraram nesta estação.  Ela viu entrar 5 046 958 passageiros em 2013, o que a coloca na 84ª posição das estações de metrô por sua frequência.
Por mais de uma década, até 2018, nos pés-direitos das plataformas, o nome da estação foi inscrito em fonte Parisine em finas placas cobrindo os nomes em faiança de origem que retomaram as dimensões, particularidade que a estação compartilhou apenas com Filles du Calvaire na linha 8 e Porte des Lilas na linha 11.

## Serviços aos Passageiros

### Acessos
A estação possui dois acessos estabelecidos em cada lado da avenue Jean-Lolive, a oeste do cruzamento com a rue Hoche.

### Plataformas
Hoche é uma estação de configuração padrão com duas plataformas laterais separadas pelas vias do metrô sob um abóbada elíptica. Ela possui faixas de iluminação brancas e arredondadas no estilo "Gaudin" da renovação do metrô da década de 2000, e as telhas em cerâmica brancas biseladas recobrem os pés-direitos, a abóbada, os tímpanos e as saídas dos corredores. As plataformas são equipadas com bancos de ripas e o nome da estação é inscrito em faiança no estilo da CMP original. Ela é portanto decorada em um estilo idêntico ao aplicado à maioria das estações do metrô de Paris. Apenas os quadros publicitários são particulares: em faiança de cor marrom e com motivos simples, eles são encimados pela letra "M". Esses mesmos quadros estão presentes apenas em 7 outras estações do metrô parisiense.

### Intermodalidade
A estação é servida pelas linhas 151, 170, 330 e P'tit Bus da rede de ônibus RATP e pelas linhas N13, N41 e N45 da rede de ônibus Noctilien.

## Projeto
Em 2022, ela será servida pela linha 3 do T Zen.